# ميك فيتزباتريك
ميك فيتزباتريك (بالإنجليزية: Mick Fitzpatrick)‏ هو سياسي أيرلندي، ولد في 1893 في جمهورية أيرلندا، وتوفي في 8 أكتوبر 1968 في دبلن في جمهورية أيرلندا. في 1948 Irish general election ‏، انتخب نائب دييل عن دائرة دبلن الشمالية الغربية ‏ وقد انضم خلال فترته النيابية ‏ (18 فبراير 1948 – 2 مايو 1951) للكتلة البرلمانية Clann na Poblachta ‏.